# Dominion of British Florida
Het Dominion of British West Florida is een separatistische micronatie gesticht in 2005 op basis van een “zonderlinge interpretatie van daadwerkelijke historische gebeurtenissen” en ligt aan het Amerikaanse deel van de Golf van Mexico. De micronatie claimt het territorium van de 18e-eeuwse kolonie van West-Florida, welke sindsdien is opgenomen in de staten Florida, Alabama, Louisiana en Mississippi
Het Dominion claimt “te streven naar een status binnen het Gemenebest van Naties”. De organisatie is noch door enige overheid erkend, noch oefent het enig gezag uit over het opgeëiste gebied. Activiteiten zijn hoofdzakelijk beperkt tot het internet.

## Geschiedenis
De micronatie is gesticht op 25 november 2005 om “de rechten van Groot-Brittannië weer over de regio te laten gelden”, dit is gedaan door een individu die op de site alleen bekendstaat als “Robert VII, Hertog van Florida”. De website claimt dat hertog Robert het “adeldom over het domein erfde” in 1969 en “de positie van gouverneur-generaal accepteerde” in 1994. Sinds hertog Roberts pensioen in 2007 neemt waarnemend gouverneur-generaal Bo Register waar. Deze is een computersysteem- en netwerkadviseur en voormalig lid van de US Armed Services.
De micronatie heeft cinderellapostzegels uitgegeven en heeft ook munten laten slaan bij Jorge Vidal uitgevaardigd in coupures gebaseerd op het pond en de farthing.
De stichters van micronatie stellen dat de annexatie van de V.S. illegaal was, omdat de controle van het gebied in 1808 aan het Verenigd Koninkrijk toekwam, na de afzetting van koning Karel IV van Spanje, waardoor het latere Verdrag van Parijs en de annexatie door de V.S. ongeldig zouden zijn. Deze interpretatie van historische gebeurtenissen wordt momenteel door geen enkele leidende historicus gesteund.